# علوم و مهندسی مواد محاسباتی
علم و مهندسی مواد محاسباتی برای درک مواد، از مدل‌سازی، شبیه‌سازی، تئوری و انفورماتیک استفاده می‌کند. اهداف اصلی آن شامل کشف مواد جدید، تعیین رفتار و مکانیزم مواد، توضیح آزمایش‌ها و کاوش نظریه‌های مواد است. این علم همانند شیمی محاسباتی و زیست‌شناسی محاسباتی زیرمجموعه ای مهم و فزاینده برای علم مواد است.

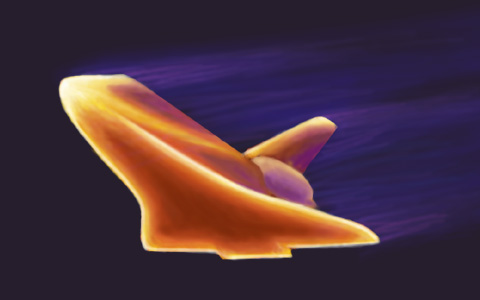
شبیه‌سازی پروفیل دمایی بدنهٔ شاتل بعد از ورود دوباره به جو زمین.

## مقدمه
همان‌طور که علم مواد تمام مقیاسهای طول، از الکترون گرفته تا اجزا را در بر می‌گیرد، زیرشاخه‌های محاسباتی آن نیز به همین صورت است. با وجود اینکه بسیاری از روش‌ها در حال تغییر و توسعه بوده و هستند، هفت روش اصلی شبیه‌سازی، یا موضوع، پدید آمده‌است.
این روش‌های شبیه‌سازی رایانه ای برای درک رفتار مواد در زمینه هایی که از لحاظ تئوری بسیار پیچیده‌اند، استفاده می‌شوند و با جزئیات و دقت بیشتر از آنچه که معمولاً از آزمایش به دست می‌آید، از مدل‌ها و تقریب‌ها استفاده می‌کنند. هر روش می‌تواند به‌طور مستقل برای پیش‌بینی خواص و مکانیزم مواد، تأمین اطلاعات سایر روش‌های شبیه‌سازی که به صورت جداگانه یا همزمان اجرا می‌شوند، مقایسه مستقیم یا پیدا کردن تضاد با نتایج تجربی استفاده شود.
یکی از زیرشاخه‌های برجسته علوم مواد محاسباتی، مهندسی مواد محاسباتی یکپارچه (ICME) است که به دنبال استفاده از نتایج و روش‌های محاسباتی همراه با آزمایش با تمرکز بر کاربردهای صنعتی و تجاری است. موضوعات عمده فعلی در این زمینه شامل کمیت و انتشار عدم قطعیت در سراسر شبیه‌سازی برای تصمیم‌گیری نهایی، زیرساخت داده برای به اشتراک گذاری ورودی و نتیجه شبیه‌سازی ها، طراحی و کشف مواد با بازده بالا، و رویکردهای جدید با افزایش چشمگیر قدرت محاسبات و ادامه تاریخ ابرمحاسبات است.

## روش‌های شبیه‌سازی مواد

### ساختار الکترونیکی
روش‌های ساختاری الکترونیکی معادله شرودینگر را برای محاسبه انرژی یک سیستم الکترون و اتم و واحدهای اساسی ماده چگال حل می‌کنند. انواع بسیاری از روشهای ساختار الکترونی با پیچیدگی محاسباتی گوناگون وجود دارد که دامنه ای از جایگزینی بین سرعت و دقت را در برمیگیرد.

#### نظریهٔ تابعی چگالی
نظریه تابعی چگالی (DFT)، به دلیل توازن بین هزینه محاسباتی و قابلیت پیش‌بینی، بیشترین کاربرد را در علم مواد دارد. نظریه تابعی چگالی اغلب به محاسبه کمترین حالت انرژی سیستم اشاره دارد. با این حال، پویایی مولکولی (حرکت اتمی در طول زمان) را می‌توان با نیروهای محاسباتی DFT بین اتم‌ها نشان داد.
در حالی که DFT و بسیاری دیگر از روشهای ساختار الکترونیکی از آغاز توصیف شده هستند، باز هم تقریب‌ها و ورودی‌ها وجود دارد. در DFT حجم زیادی از تقریب های پیچیده، دقیق و آهسته در زیر شبیه‌سازی وجود دارد زیرا عملکرد دقیق تبادل همبستگی مشخص نیست. ساده‌ترین مدل تقریب، چگالی محلی (LDA) است که با تقریب گرادیان کلی (GGA) پیچیده‌تر می‌شود. یک تقریب مشترک اضافی استفاده از شبه پتانسیل به جای الکترونهای هسته ای است که به‌طور قابل توجهی سرعت شبیه‌سازی را افزایش می‌دهد.

### روشهای اتمی
در این بخش دو روش اصلی شبیه‌سازی اتمی در علم مواد مورد بحث قرار می‌گیرد. سایر روشهای مبتنی بر ذرات شامل روش نقطه ماده و ذره درون سلول بیشتر برای مکانیک جامدات و فیزیک پلاسما استفاده می‌شوند.

#### پویایی مولکولی
اصطلاح دینامیک مولکولی (MD) نامی تاریخی است که برای طبقه‌بندی شبیه‌سازی‌های حرکت اتمی کلاسیک در طول زمان استفاده می‌شود. به‌طور معمول اثر متقابل بین اتم‌ها را توصیف می‌کند و متناسب با داده‌های ساختار تجربی و الکترونیکی، با طیف گسترده‌ای از مدل‌ها، به نام پتانسیل‌های بین اتمی است و با اثر متقابل تعیین شدهٔ (نیروها) حرکت نیوتنی از نظر عددی ادغام می‌شود. نیروهای پویایی مولکولی همچنین می‌توانند با استفاده از روشهای ساختار الکترونیکی براساس تقریب بورن-اوپنهایمر یا Car-Parrinello محاسبه شوند.
ساده‌ترین مدل‌ها فقط شامل جاذبه‌های نوع وندروالس و دافعه اغراق‌آمیز برای دور نگه داشتن اتم‌ها هستند، ماهیت این مدل‌ها از نیروی پراکندگی حاصل می‌شود. با افزایش مدل‌های پیچیده‌تر، اثرات ناشی از پتانسیل یونی (به عنوان مثال بارهای یونی در سرامیک‌ها)، پیوندها و زاویه‌های کووالانسی (به عنوان مثال پلیمرها) و چگالی بار الکترونیکی (به عنوان مثال فلزات) نیز وجود دارند. بعضی از مدل‌ها از پیوندهای ثابتی استفاده می‌کنند که در ابتدای شبیه‌سازی تعریف شده‌اند، در حالی که برخی دیگر پیوندهای دینامیکی دارند. تلاش‌های اخیر بر گسترده‌تر کردن و ایجاد مدلهای قوی و قابل انتقال با توابع عملکردی کلی مبتنی است. مانند: هارمونیک‌های کروی، هسته‌های گوسی و شبکه‌های عصبی. علاوه بر این، از پویایی مولکولی می‌توان برای شبیه‌سازی گروهی از اتم‌ها در ذرات کلی استفاده کرد که به آن مدل‌سازی دانه درشت می‌گویند. به عنوان مثال ایجاد یک ذره در هر مونومر که در داخل یک پلیمر قرار دارد.

#### پویایی مونت‌کارلو
روش مونت کارلو در زمینه علم مواد اغلب به شبیه‌سازی اتمی با تکیه بر سرعت اشاره می‌کند. در پویایی مونت کارلو (kMC) سرعت برای همه تغییرات ممکن در سیستم تعریف شده و به‌طور احتمالی ارزیابی می‌شود. از آنجا که محدودیتی در حرکت کاملاً مستقیم وجود ندارد (مانند پویایی مولکولی)، روشهای kMC قادرند مشکلات مختلف را با بازه‌های زمانی بسیار طولانی‌تر شبیه‌سازی کنند.

### روشهای مقیاس بزرگ
روش‌های ذکر شده در اینجا از متداول‌ترین و مستقیم‌ترین روش‌های مرتبط با علم مواد است که محاسبات اتمی و ساختار الکترونی آنها به‌طور گسترده در شیمی محاسباتی و زیست‌شناسی محاسباتی و شبیه‌سازی‌های تراز پیوسته در آرایه وسیعی از حوزه‌های کاربرد علوم محاسباتی رایج است.
روش‌های دیگر در علم مواد شامل اتوماتای سلولی برای انجماد و رشد دانه، رویکردهای مدل پاتز برای تکامل دانه و سایر تکنیک‌های مونت کارلو و همچنین شبیه‌سازی مستقیم ساختار دانه‌های مشابه با نابجایی دینامیکی است.

#### نابجایی دینامیکی
نابجایی نقص بلوری در مواد با ویژگی خطی است. به جای شبیه‌سازی جزئیات کامل اتمی، نابجایی دینامیکی گسسته (DDD) مستقیماً اجسام خطی را شبیه‌سازی می‌کند. از طریق نظریه‌ها و معادلات انعطاف‌پذیری، نابجایی دینامیکی گسسته، جابجایی‌ها را در طول زمان حساب می‌کند و قوانینی را توصیف می‌کند که نحوه تعامل نابجایی‌ها هنگام عبور از یکدیگر را توصیف می‌کنند.

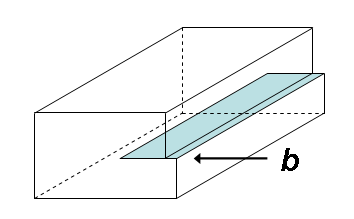
یک نابجایی لبه‌ای (b = بردار برگرز)

روشهای دیگری برای شبیه‌سازی نابجایی دینامیکی مانند: شبیه‌سازی دینامیک مولکولی کامل، نابجایی دینامیکی پیوسته و مدلهای میدان فاز، وجود دارند.

#### میدان فازی
روشهای میدان فازی بر پدیده‌های وابسته به رابط‌ها و حرکت سطحی متمرکز هستند. هم عملکرد انرژی آزاد و هم سینتیک (پویایی) به منظور انتشار رابط‌های درون سیستم در طول زمان تعریف شده‌اند.

#### انعطاف‌پذیری کریستالی
انعطاف‌پذیری کریستالی اثرات حرکت نابجایی اتمی را بدون اینکه مستقیماً حل شود، شبیه‌سازی می‌کند. در عوض، جهت‌گیری‌های کریستال در طول زمان با تئوری کشش، انعطاف‌پذیری از طریق سطوح تسلیم و قوانین سخت شدن به روز می‌شوند. به این ترتیب می‌توان رفتار تنش-کرنش یک ماده را تعیین کرد.

### شبیه‌سازی پیوسته

#### روش المان محدود
روش‌های المان محدود، سیستم‌ها را در فضا تقسیم می‌کنند و معادلات فیزیکی مربوطه را در سرتاسر آن تجزیه و حل می‌کنند. این روش شامل محدودهٔ حرارتی، مکانیکی، الکترومغناطیسی، و سایر پدیده‌های فیزیکی است. توجه به این نکته مهم است که از دیدگاه علم مواد ، روشهای پیوسته به‌طور کلی ناهمگنی مواد را نادیده می‌گیرند و خواص مکانی مواد را در کل سیستم یکسان فرض می‌کنند.

## روش‌های مدل‌سازی مواد
تمام روش‌های شبیه‌سازی که در بالا توضیح داده شد حاوی مدل‌هایی از رفتار مواد است. عملکرد تعویض-ارتباط برای نظریه تابعی چگالی، پتانسیل بین اتمی برای پویایی مولکولی و انرژی آزاد تابعی برای شبیه‌سازی میدان فاز نمونه‌هایی از این رفتارها هستند. میزان حساسیت هر روش شبیه‌سازی به تغییرات در مدل اساسی می‌تواند به شدت متفاوت باشد. اغلب مدلها مستقیماً برای علم و مهندسی مواد مفید هستند، نه تنها برای اجرای یک شبیه‌سازی خاص.

### روش محاسبه نمودار فاز
نمودارهای فاز از علم مواد جدایی ناپذیر هستند و نمودارهای رشد فاز محاسباتی به عنوان یکی از مهمترین و موفق‌ترین نمونه‌های ICME است. روش محاسبه نمودار فاز (CALPHAD) به‌طور کلی شبیه‌سازی نیست، اما مدل‌ها و بهینه‌سازی‌ها در آن منجر به تشکیل نمودارهای فازی برای پیش‌بینی پایداری فاز می‌شوند، که در طراحی مواد و بهینه‌سازی فرایند مواد بسیار مفید است.

## مقایسه روشها
برای هر روش شبیه‌سازی مواد، یک واحد اساسی، مقیاس طول و زمان مشخصه و مدل (های) مرتبط وجود دارد.
| روش                  | واحد اصلی         | مقیاس طول | مقیاس زمان | مدل اصلی                                  |
| -------------------- | ----------------- | --------- | ---------- | ----------------------------------------- |
| شیمی کوانتومی        | الکترون، اتم      | پیکو متر  | ps         | روش‌های عملکرد امواج چندگانه، مجموعه مبانی |
| نظریه تابعی چگالی    | الکترون، اتم      | پیکومتر   | ps         | تعویض-ارتباط، مجموعه مبانی                |
| پویایی مولکولی       | اتم، مولکول       | نانومتر   | ps - ns    | پتانسیل درونی اتم                         |
| پویایی مونت‌کارلو     | اتم، مولکول، دسته | nm - μm   | ps - μs    | پتانسیل درونی اتم، ضرایب سرعت             |
| نابجایی دینامیکی     | نابجایی           | μm        | ns - μs    | نیروی Peach-Koehler , تعاملات سیستم لغزش  |
| میدان فازی           | دانه، رابط        | μm - mm   | ns - μs    | انرژی آزاد تابعی                          |
| انعطاف‌پذیری کریستالی | جهت‌گیری کریستالی  | μm - mm   | μs - ms    | سطوح تسلیم، قوانین سخت شدن                |
| روش المان محدود      | المان حجم         | mm - m    | ms - s     | معادله پرتو، معادله گرما، غیره.           |

## شبیه‌سازی درچند مقیاس
بسیاری از روش‌های توصیف شده می‌توانند به‌طور همزمان یا جداگانه با هم ترکیب و اجرا شوند، و اطلاعات را بین مقیاس‌های طول یا میزان دقت تأمین کنند.

### مقیاس‌های همزمان
شبیه‌سازی همزمان در این زمینه به معنای روشهایی است که مستقیماً با هم، در همان کد، با همان مرحله زمانی و با نگاشت مستقیم بین واحدهای بنیادی مربوطه استفاده می‌شود.
یک نوع شبیه‌سازی همزمان چند مقیاس، مکانیک کوانتوم / مکانیک مولکولی (QM / MM) است که شامل اجرای بخشی کوچک (غالباً یک مولکول یا پروتئین مورد علاقه) با محاسبه دقیق تر ساختار الکترونیکی و احاطه کردن آن با یک محدوده بزرگتر از اجرای سریع و دقیق تر از لحاظ دینامیک کلاسیک است. بسیاری از روشهای دیگر، مانند شبیه‌سازی اتمی - پیوستار، مشابه QM / MM بدون استفاده از پویایی مولکولی و روش اجزای محدود به ترتیب به عنوان ریز (شباهت زیاد) و درشت (شباهت کم) وجود دارد.

### چند مقیاسی ترتیبی
شبیه‌سازی ترتیبی به مواردی گفته می‌شود که به‌طور مستقیم اطلاعات بین روش‌ها رد و بدل شده، اما در کدهای جداگانه با تفاوت در مقیاس‌های طول و/یا زمان که از طریق تکنیک‌های آماری یا تفسیری به دست می‌آیند، اجرا می‌شوند.
یک روش معمول حساب کردن آثار جهت‌گیری کریستال همراه با هندسه، قابلیت انعطاف‌پذیری بلور را در شبیه‌سازی عناصر محدود تعبیه می‌کند.

### توسعه مدل
ساختن یک مدل مواد در یک مقیاس اغلب به اطلاعاتی از مقیاس های دیگر احتیاج دارد. چند نمونه در اینجا توضیح داده شده‌است.
متداول‌ترین سناریو برای شبیه‌سازی دینامیک مولکولی کلاسیک، توسعه مدل بین اتمی به‌طور مستقیم با استفاده از تئوری تابعی چگالی و محاسبات الکترونیکی ساختار است؛ بنابراین می‌توان مدل‌سازی کلاسیک را به عنوان یک روش ترتیبی در چند مقیاس و همچنین یک روش دانه درشت (نادیده گرفتن الکترون‌ها) در نظر گرفت. به‌طور مشابه، در پویایی مولکولی دانه درشت، شبیه‌سازی ذرات کاهش یا به حدی ساده می‌شود که مستقیماً از مدل‌سازی تمام اتم‌ها به دست بیاید. این ذرات می‌توانند از شبه اتمهای کربن-هیدروژن، کل مونومرهای پلیمری تا ذرات پودر را نشان دهند.
از نظریه تابعی تراکم نیز اغلب برای آموزش و توسعه نمودارهای فاز مبتنی بر CALPHAD استفاده می‌شود.

## نرم‌افزار و ابزارها

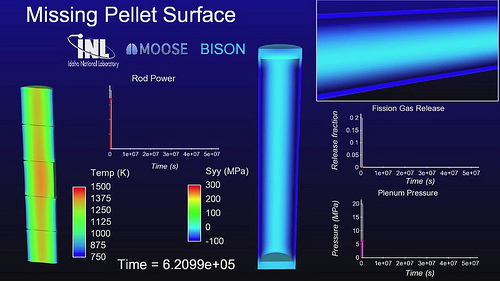
شبیه‌سازی MOOSE / BISON: یک قطعه از گلوله سوخت به دلیل نقص در تولید یا آسیب وارد شده در حین انتقال از بین رفته‌است (وسط سمت چپ). سطح گلوله آسیب دیده باعث ایجاد حالت تنش زیاد در روکش مجاور می‌شود. در نتیجه، گلوله‌ها قبل از برگشت تورم به دلیل تجمع محصولات شکافتی در داخل آنها، گرم و متراکم می‌شوند، و باعث ایجاد فشار بیشتر روی پوشش سوخت اطراف می‌شوند.

هر روش مدل‌سازی و شبیه‌سازی ترکیبی از کدهای تجاری، کد باز و کدهای آزمایشگاهی است. نرم‌افزارهای متن‌باز، همانند کدهای عمومی که رشدهای کار را با هم ترکیب می‌کنند، به‌طور فزاینده ای رایج می‌شوند. به عنوان مثال می‌توان از Quantum ESPRESSO (DFT)، لمپس (MD) , ParaDIS (DD) , FiPy (میدان فاز) و MOOSE (Continuum) نام برد. علاوه بر این، نرم‌افزارهای باز از جوامع دیگر، اغلب برای علم مواد مفید است، به عنوان مثال گرومکس در زیست‌شناسی محاسباتی توسعه یافته‌است.

## همایش‌ها
همه کنفرانس‌های مهم علوم مواد شامل تحقیقات محاسباتی هستند. کنگره جهانی TMS ICME با تمرکز کامل بر تلاش‌های محاسباتی، هر دو سال یکبار برگزار می‌شود. کنفرانس تحقیقاتی گوردون در زمینه علوم و مهندسی مواد محاسباتی از سال ۲۰۲۰ آغاز شد. بسیاری از کنفرانسهای خاص دیگر نیز به‌طور منظم برگزار می‌شوند.

## مجلات
بسیاری از مجلات علوم مواد و همچنین مجلات از رشته‌های مرتبط، از تحقیقات مواد محاسباتی استقبال می‌کنند. مباحثی که به این رشته اختصاص داده شده‌اند شامل علوم مواد محاسباتی، مدل‌سازی و شبیه‌سازی در علوم و مهندسی مواد، و مواد محاسباتی npj هستند.

## زمینه‌های مرتبط
علوم مواد محاسباتی یکی از زیرشاخه‌های علوم و مهندسی محاسبات و است که شامل همپوشانی قابل توجهی با شیمی محاسباتی و فیزیک محاسباتی است. علاوه بر این، بسیاری از روشهای اتمی بین شیمی محاسباتی ، زیست‌شناسی محاسباتی و CMSE مشترک است. به همین ترتیب، بسیاری از روش‌های پیوسته با بسیاری از زمینه‌های دیگر مهندسی محاسبات همپوشانی دارند.